# Eliminatief materialisme

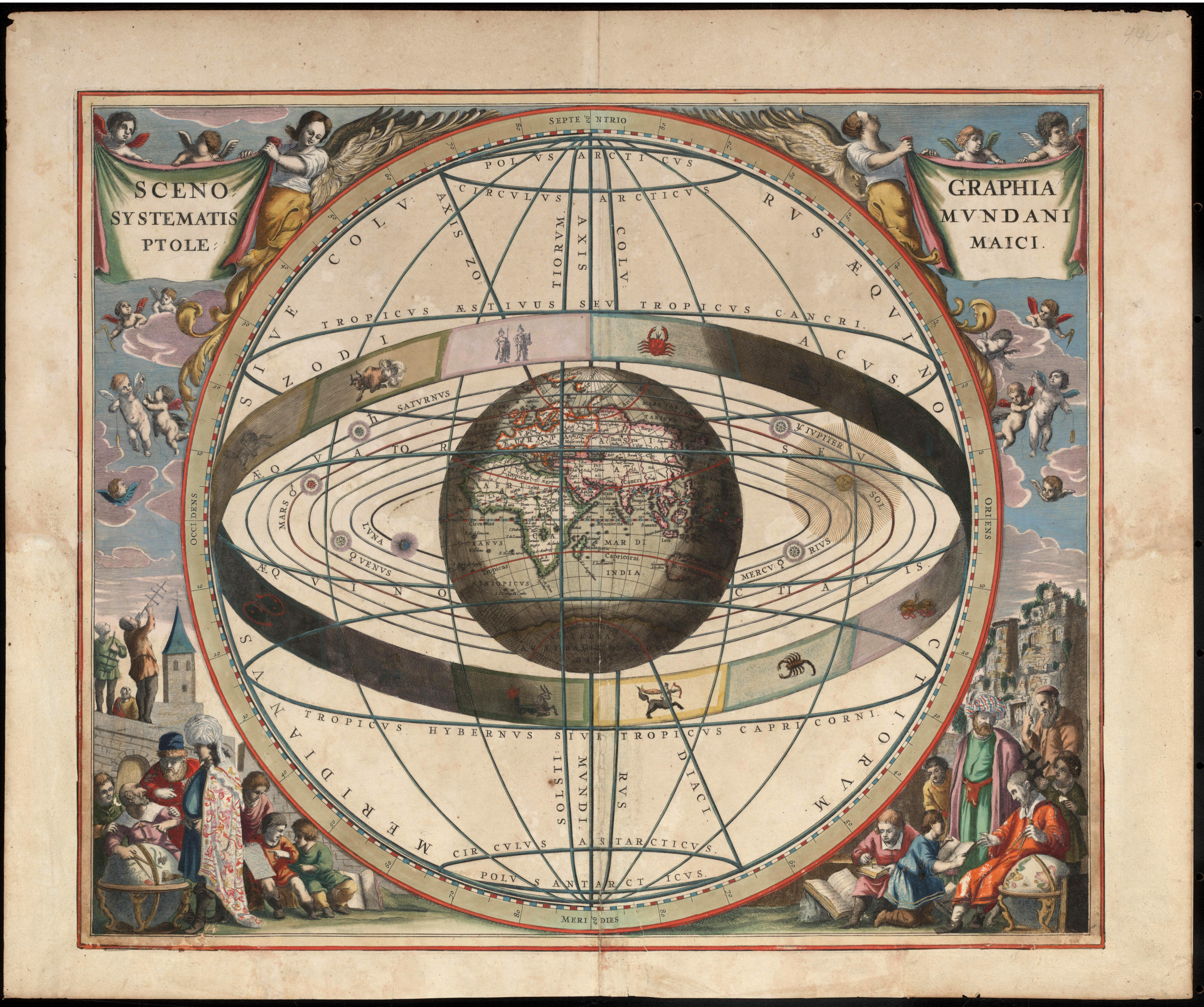
Eliminativisten stellen, dat het modern geloof in het bestaan van mentale fenomenen is als het antieke geloof in de verouderde theorieën, zoals het geocentrisch model van de kosmos.

Eliminatief materialisme (ook wel eliminativisme) is een stellingname in de filosofie van de geest, dat vele alledaagse opvattingen over de menselijke geest onjuist zijn, of dat bepaalde mentale verschijnselen die in het spraakgebruik worden onderscheiden gewoonweg niet bestaan. De gangbare alledaagse opvattingen zijn ingegeven door een onjuiste "volkspsychologie" (Engels folk psychology). Ze claimt verder dat de toekomstige neurowetenschap of cognitiewetenschap niet alleen zal aantonen dat die inzichten uit de volkspsychologie niet kloppen, maar dat er zelfs geen geestelijke of mentale toestanden bestaan. Volgens aanhangers van dit standpunt zal de folk psychology door de uiteindelijke voltooiing van de neurowetenschap geëlimineerd kunnen worden. Vandaar de naam eliminatief materialisme.

## Algemeen
In het algemeen is eliminativisme ten aanzien van een klasse van entiteiten de stellingname dat die klasse van entiteiten niet bestaan. Zo is bijvoorbeeld atheïsme eliminatief over het bestaan van God en andere bovennatuurlijke entiteiten; alle vormen van materialisme zijn eliminatief over de ziel, moderne chemici zijn eliminatief over het bestaan van de warmtestof phlogiston, en moderne fycici zijn eliminatief over het bestaan van het medium ether in de ruimte.

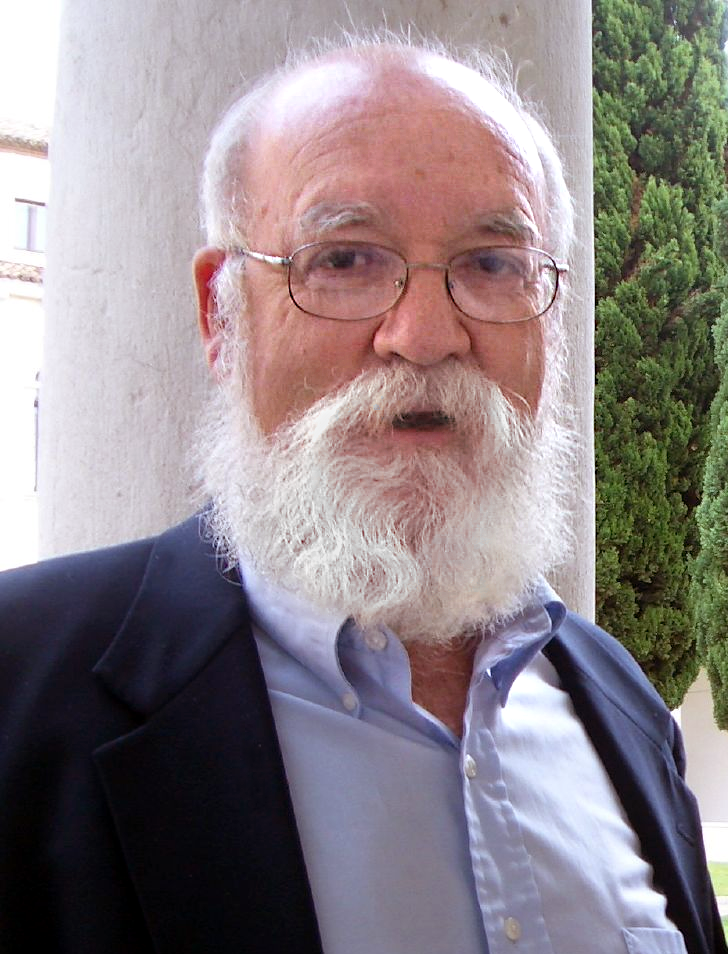
De filosoof Daniel Dennett ontkent het bestaan van qualia.

Het eliminatief materialisme als idee in de filosofie van de geest, is ontstaan en ontwikkeld in de jaren 1960 en 1970. De oorsprong is vooral te vinden in het werk van Wilfrid Sellars, Willard Van Orman Quine, Paul Feyerabend en Richard Rorty. De term "eliminatief materialisme" werd geïntroduceerd door James Cornman in 1968 om een versie van het fysicalisme van Rorty te beschrijven. De latere Ludwig Wittgenstein was ook een belangrijke inspiratiebron voor het eliminatief materialisme, voornamelijk diens aanval op "privéobjecten", die hij afdeed als "grammaticale ficties." Rond het eliminatief materialisme bestaan verschillende verwante opvattingen:
- Sommige eliminativisten claimen dat er nooit neurale correlaten van bewustzijn gevonden zullen worden voor vele alledaagse psychologische concepten, zoals geloof en verlangen, en dat gedrag en ervaring alleen adequaat verklaard kunnen worden op biologisch niveau.[6]
- Andere claimen het niet bestaan van bewuste mentale toestanden, zoals pijn en visuele waarneming[2][3][7]
- Een andere versie betreft het eliminativisme omtrent de zogenaamde propositionele attitude – de relationele mentale toestand die personen aan uitspraken koppelen – zoals uitgedrukt door Paul Churchland en Patricia Churchland.[8] Beide verwijzen verder ook naar het lot van andere, foutieve populaire theorieën en ontologieën die in de geschiedenis zijn ontstaan.[9] Zo is bijvoorbeeld gebleken dat het geloof in hekserij als bron voor problemen van mensen foutief gebleken, met als gevolg dat de meeste mensen niet meer geloven in het bestaan van heksen. Hekserij werd hierbij niet verklaard in termen van een ander fenomeen, maar werd eerder geëlimineerd uit het discours.[10]
- Het eliminativisme over qualia ofwel subjectieve ervaring, zoals uitgedrukt door Daniel Dennett en Georges Rey.[7]

## Argumenten voor eliminatief materialisme

### Problemen met de volkspsychologie
Eliminativisten zoals Paul en Patricia Churchland betogen dat de volkspsychologie een volledig ontwikkelde, maar niet-geformaliseerde theorie van het menselijk gedrag is. Het wordt dan ook gebruikt om het menselijk gedrag en de menselijke geest te verklaren en er voorspellingen over te maken. Dit standpunt staat bekend onder de naam Theory of mind. Op deze manier pleiten eliminativisten ervoor dat – omdat de volkspsychologie een theorie als een ander is – zij ook op dezelfde wijze moet beoordeeld worden, dus op basis van haar vermogen om te voorspellen en haar succes in het verklaren van fenomenen (in dit geval de geest en het brein).
Ze hebben dan ook verscheidene argumenten ontwikkeld die trachten aan te tonen dat de volkspsychologie een geheel foute theorie is en dat ze daarom ook verlaten moet worden voor een beter alternatief. Zo stellen zij dat de volkspsychologie vele belangrijke mentale fenomenen óf uitsluit óf verkeerd opvat, iets waar, volgens de eliminativisten, de hedendaagse neurowetenschappen wel in slagen. Voorbeelden hiervan zijn dromen, bewustzijn, psychische aandoeningen, leerprocessen en geheugencapaciteiten. Daarnaast argumenteren ze tevens dat de volkspsychologie al meer dan 2500 jaar geen enkele vooruitgang heeft geboekt. De Oude Grieken hadden immers al dezelfde volkspsychologie als de hedendaagse mens. In contrast met dit gebrek aan vooruitgang plaatsen de eliminativisten de neurowetenschap als snel vooruitgaande wetenschap die er beter in slaagt de fenomenen die we tegenkomen te verklaren.

Schematisch overzicht: Eliminativisten stellen dat sommige wetenschappen kunnen worden gereduceerd (blauw) en dat andere theorieën niet reduceerbaar zijn, en uiteindelijk dan ook afgeschaft worden (oranje).

De volkspsychologie heeft daarnaast nog steeds kenmerken van andere achterhaalde theorieën en legenden van het verleden. Zo probeerden vroegere samenlevingen fysische mysteries van de natuur op te lossen door er mentale predicaten aan toe te schrijven (zoals “de zee is boos”). Deze elementen werden echter door de tijd heen (al gedeeltelijk) vervangen door betere, wetenschappelijke beschrijvingen. Eliminativisten betogen dat men deze lijn gewoon verder trekt: als er een neurowetenschappelijke verklaring bestaat, dan is de volkspsychologische verklaring niet meer nodig en mag dus afgeschaft wordt op dezelfde wijzen zoals we mythische verklaringen hebben afgeschaft.
Een andere benaderingswijze is door de volkspsychologie te gaan vergelijken met andere “volkse theorieën” die de mensen vroeger aanhingen, zoals de volksbiologie, volksfysica of volkskosmologie. Het is echter duidelijk gebleken dat deze opvattingen radicaal fout zijn geweest, enkel volkspsychologie blijft zo nog overeind staan, onterecht betogen eliminativisten. Er is geen logische basis om de volkspsychologie als uitzondering te beschouwen, zelfs al heeft deze theorie langer stand gehouden en is ze intuïtief en instinctief plausibel. Het is net voor deze intuïtieve waarschijnlijkheid dat eliminativisten waarschuwen. Ze kunnen immers het loutere gevolg zijn van een diepe verankering van de volkspsychologie in de samenleving. Net zoals externe waarnemingen theoriegeladen kunnen zijn, zo waarschuwen eliminativisten ervoor dat misschien ook intuïties slachtoffer kunnen worden van een bias.

### Specifieke problemen met de volkspsychologie
De volkspsychologie bestaat grotendeels uit het toeschrijven van intenties (en meer specifiek propositionele attitudes). Eliminativisten wijzen erop dat hieraan over het algemeen ook syntactische en semantische eigenschappen aan toekomen. Een voorbeeld hiervan is de hypothese Language of Thought (Jerry Fodor) die aan mentale fenomenen een syntaxis en andere linguïstische eigenschappen toeschrijft (ze worden volgens Fodor geformuleerd in het "mentalese"). Eliminativisten pleiten er net voor dat zulke eigenschappen geen plaats hebben in de neurowetenschap, die slechts spreekt van actiepotentialen en dergelijke. De syntactische structuren die men aanneemt omwille van de volkspsychologie kunnen zich volgens de eliminativisten nergens in het brein bevinden. Op deze kritiek zijn twee reacties. Aan de ene kant pleiten sommige filosofen ervoor dat mentale toestanden helemaal niet linguïstisch van aard zijn, en zien dit dan ook als een stropopredenering. De andere mogelijke reactie is van hen die de hypothese Language of Thought niet willen verwerpen. Zij wijzen erop dat mentale toestanden meervoudig gerealiseerd kunnen worden en dat functionele beschrijvingen slechts beschrijvingen van een hogere orde zijn over wat er precies omgaat op het fysisch niveau.
Een andere tegenwerping tegen de volkspsychologie is dat de eigenschap van intentionaliteit van mentale toestanden (zoals een overtuiging), impliceert dat deze ook semantische kwaliteiten heeft. Concreter wordt hun betekenis bepaald door de zaken in de wereld zelf waarheen zij verwijzen. Dit maakt het moeilijk om uit te leggen hoe deze dan nog een echte oorzakelijke rol kunnen spelen in cognitieve processen, wat toch van hen verwacht wordt.
Recentelijk heeft dit laatste argument extra steun gekregen van de thesis van het connectionisme. Zo zijn er connectionistische modellen van het brein ontwikkeld die taalverwervingsprocessen en andere vormen van representatie als zeer sterk verdeelde en parallelle processen opvatten. Dit zou aantonen dat er geen behoefte is aan de eerder vernoemde semantischbeladen entiteiten zoals overtuigingen en verlangens.

## Argumenten tegen eliminatief materialisme

### Intuïtief protest
De thesis van het eliminatief materialisme lijkt voor vele critici fout vanwege het feit dat mensen spontaan en onbetwijfelbaar weten dat ze een geest hebben, zelfs zover dat argumentatie ervoor niet nodig is. Eliminativisten werpen tegen zo’n weerlegging van hun standpunt dat intuïties vaak fout zijn. Zo verwijzen ze bijvoorbeeld naar het intuïtieve idee dat de zon rond de aarde draait. Doch dit leek niet het geval te zijn, en zo – stellen eliminitavisten – geldt dit ook voor het mentale.
Zelfs als men stelt dat de intuïties fout zijn, kan de tegenwerping geherformuleerd worden: als het bestaan van mentale toestanden geheel vanzelfsprekend lijkt en centraal in de menselijke opvatting van de wereld staat, dan moet men enorme sterke argumenten aandragen om hun bestaan met succes te kunnen ontkennen. Daarnaast moeten deze argumenten, om ook maar consistent te kunnen zijn, zo geformuleerd worden dat ze zelfs geen beroep doen op het bestaan van ”mentale toestanden”, “logische argumenten” of “ideeën” of deze impliciet veronderstellen. Doen ze dat wel dan zijn ze zelfcontradictoir. Zij die dit argument aannemen als correct stellen dan ook dat de argumenten van het eliminatief materialisme veel te zwak zijn om zo’n aanspraak te maken. Dus is er geen reden om te geloven dat het eliminatief materialisme juist is.
Het antwoord van Quine op zulke “introspectieve” argumenten is dat men rekenschap kan geven aan activiteiten als introspectie via “uitgezuiverde” zinnen, zoals men het begrip van “overtuiging” kan vervangen door “de dispositie om bepaalde zinnen uit te spreken in bepaalde omstandigheden." Zinnen zijn op deze wijze louter opeenvolgingen van geluiden, en theorieën opeenvolgingen van zinnen.

### De theorie weerlegt zichzelf
Sommige filosofen, zoals Paul Boghossian hebben geprobeerd om aan te tonen dat eliminatief materialisme op een bepaalde wijze zichzelf weerlegt, voornamelijk omdat ze zelf het bestaan van mentale fenomenen veronderstelt. Als het eliminatief materialisme waar is, moeten ze immers bepaalde intentionele eigenschappen als waarheid toelaten, met de veronderstelling uiteraard dat iemand enkel iets kan aannemen als hij het ook echt gelooft. Dus, een eliminativist kan enkel zijn thesis aannemen als hij ook gelooft dat deze waar is. Op deze wijze zijn er dus echter overtuigingen, en is het eliminatief materialisme fout.
Georges Rey en Michael Devitt hebben hier op geantwoord door zich te beroepen op de semantische waarheidstheorie die de analyse van een predicaat zoals “x is waar” niet analyseert in termen van een werkelijk bestaande eigenschap. Ze zijn echter gemaakt om als logische gereedschappen te dienen. Op deze wijze is een zin voor waar aannemen slechts een uitdrukkingswijze om te stellen dat men de zin zelf aanneemt. Zeggen “dat het buiten regent, is waar” is hetzelfde als zeggen “dat het buiten regent”. Op deze manier haalt het eliminatief materialisme zichzelf niet onderuit.

### Qualia
Een ander probleem waar de eliminativist mee geconfronteerd wordt, is de idee dat mensen subjectieve ervaringen hebben en aldus dat bewuste mentale toestanden in het bezit zijn van wat men noemt qualia. Hun bestaan lijkt echter niet compatibel met het eliminatief materialisme. Een filosoof als Thomas Nagel zal bijvoorbeeld vertrekkend vanuit deze qualia, en de onherleidbaar ervan tot enig fysisch proces, elk soort reductionisme verwerpen, waaronder ook het eliminatief materialisme. Filosofen als Daniel Dennett en Georges Rey hebben hier op gereageerd door het hele fenomeen van qualia te ontkennen. Dit is voor vele tegenstanders van het eliminatief materialisme problematisch, want ook het bestaan van qualia lijkt hen heel vanzelfsprekend over te komen. De ontkenning van deze fenomenen lijkt voor hen implausibel en voor sommige zelfs onbegrijpbaar. Ze stellen dat men het bestaan van iets als pijn niet kan ontkennen.
Dennett heeft hier weer op gereageerd door enerzijds wel toe te geven dat het bestaan van qualia aannemelijk lijkt, maar dat quale desondanks een achterhaalde theoretische term is, stammend uit een oude metafysica die teruggaat op Cartesiaanse intuïties. Hij betoogt dan ook dat een nauwkeurige analyse van deze term aantoont dat ze uiteindelijk leeg en vol met contradicties zit. Eliminativisten zijn van mening dat er betreffende qualia geen onbevooroordeeld bewijs is voor dit soort ervaring, tenminste als men het als meer wil zien dan louter een propositionele attitude. Dennett en Rey, beïnvloed door Ludwig Wittgensteins Philosophische Untersuchungen, verdedigen dan ook een eliminativisme betreffende qualia, zelfs als men de andere mentale fenomenen wel aanneemt.

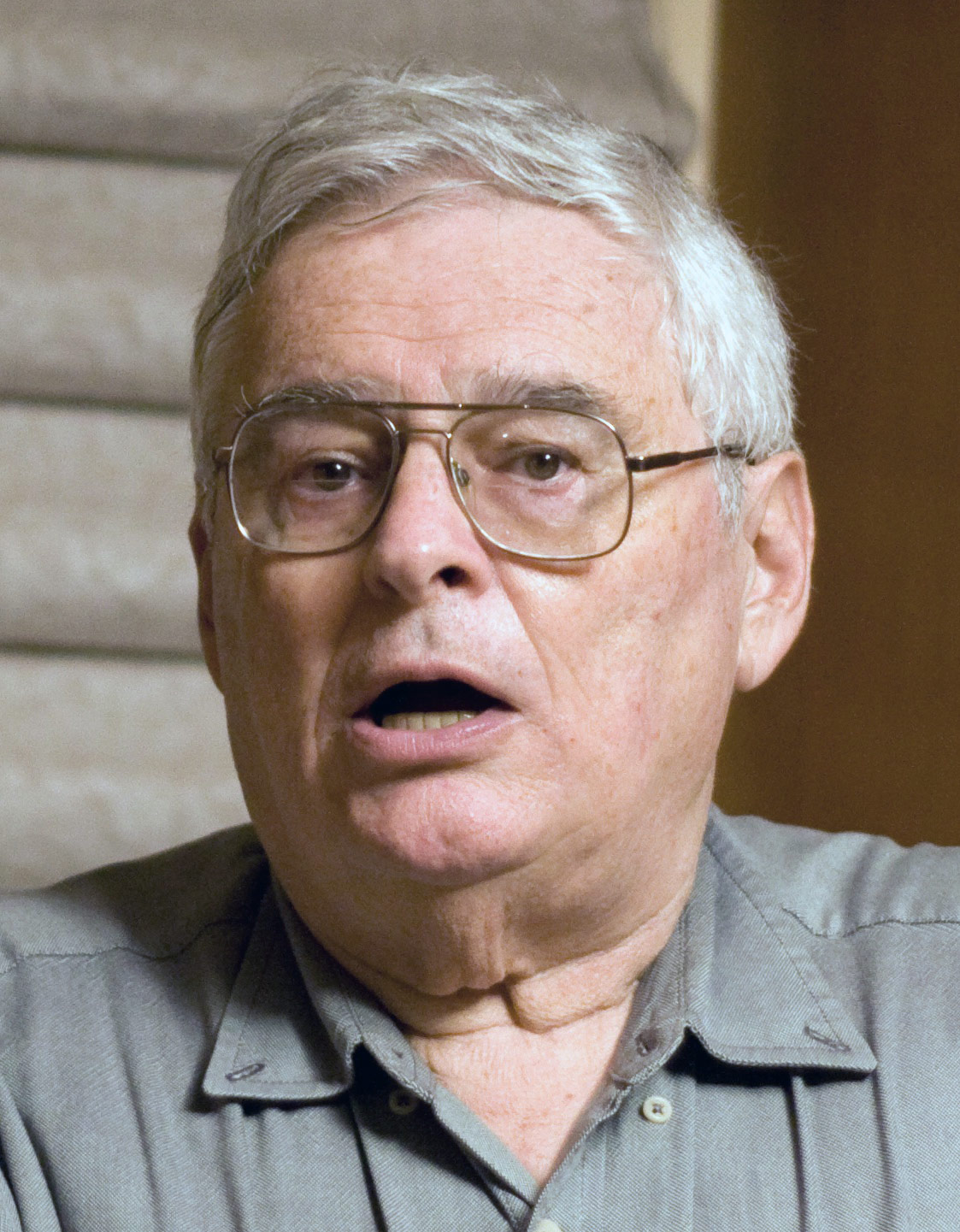
De filosoof Jerry Fodor stelt dat de volkspsychologie wel succesvol is.

### Doeltreffendheid van de volkspsychologie
Sommige filosofen pleiten er ook simpelweg voor dat de volkspsychologie wel een succesvolle theorie is. Daarbij twijfelen ze ook of het begrip van het mentale dat de mensen hebben überhaupt kan worden verklaard in termen van een theorie. Daarentegen stellen ze net dat het begrijpen van iemand anders zijn gedrag voorkomt uit interne simulaties van hoe wij zouden gereageerd hebben in een gelijkaardige situatie. Jerry Fodor is een van de personen die gelooft dat de volkspsycholgie een succesvolle theorie is, want, zo stelt Fodor, de volkspsychologie laat immers een vlotte en efficiënte wijze van communicatie toe in het dagelijks leven. Hij stelt net dat zo’n efficiëntie nooit zou kunnen bereikt worden met eender welke neurofysiologische theorie. Daarnaast antwoordt Fodor ook op het verwijt dat de volkspsychologie fenomenen als dromen en psychische stoornissen niet kan verklaren, met het simpele feit dat het ook niet de taak is van de volkspsychologie om deze te verklaren. Hij schrijft:
"[...] if commonsense intentional psychology really were to collapse, that would be, beyond comparison, the greatest intellectual catastrophe in the history of our species; if we're that wrong about the mind, then that's the wrongest we've ever been about anything. [...] We'll be in deep, deep trouble if we have to give it up. I'm dubious, in fact, that we can give it up; that our intellects are so constituted that doing without it (I mean really doing without it; not just philosophical loose talk) is a biologically viable option."

### Ongerechtvaardigd imperialisme
Filosofen als Mary Midgley en de eerder vernoemde Thomas Nagel hebben sterk kritiek geuit op elk soort reductionisme – waarvan het eliminatief materialisme een extreme vorm is –dat tracht een bepaalde soort fenomenen te reduceren naar een ander aan de hand van magere bewijsstukken. Midgley betoogt dat een reductie van scheikunde naar natuurkunde problematisch is en de reductie van biologie naar scheikunde zelfs onmogelijk. Ze wijst bijvoorbeeld op zinnen als “Jan mocht de gevangenis vorige zondag verlaten”, waarbij het onmogelijk is om deze te herleiden tot fysische termen, voornamelijk omdat de (kleine) fysische bewegingen die Jan maakt irrelevant zijn voor de betekenis van die zin. Deze betekenis komt daarentegen voort uit een complexe verzameling van niet-fysische concepten. Ze stelt dat “menselijke wezens complexe gehelen zijn, waarover we heel weinig weten” en dat pogingen om deze te reduceren naïef, ongerechtvaardig en gedoemd om te falen zijn. Ze beweert zo ook dat aangetoond is dat het behaviorisme een filosofisch en wetenschappelijk dood spoor is.